# Kiotina suzukii
Kiotina suzukii är en bäcksländeart som beskrevs av Okamoto 1912. Kiotina suzukii ingår i släktet Kiotina och familjen jättebäcksländor. Inga underarter finns listade i Catalogue of Life.